# Walter Goodman (Journalist)
Walter Goodman (* 22. August 1927 in Bronx, New York City; † 6. März 2002 in Valhalla, New York) war ein US-amerikanischer Journalist und Filmkritiker.

## Leben
Walter Goodman schloss sein Journalistikstudium an der Syracuse University ab. Ursprünglich wollte er Schriftsteller werden. Doch nach seinem ersten fertig gestellten Roman, den er nie veröffentlichte, begann er als Journalist zu arbeiten. So arbeitete er für den Foreign Broadcast Information Service, einer ehemaligen Abteilung der CIA, in London. Nach seiner Rückkehr in die USA arbeitete er unter anderem für The New Republic, Newsweek und Harper’s Magazine. Als der Playboy seine Artikelqualität steigern wollte, zog Goodman 1960 nach Chicago und wurde der erste Vollzeitredakteur in der Geschichte des Magazins. Bereits nach einem Jahr kehrte er nach New York City zurück, blieb dem Magazin aber noch mehrere Jahre als Redakteur erhalten. Er begann für die New York Times zu arbeiten, wo er schließlich auch seine Karriere beendete. Er spezialisierte sich als Filmkritiker insbesondere fürs Fernsehen.
Goodman schrieb mehrere Bücher, darunter einige Kinderbücher. Gemeinsam mit seiner Frau Elaine Egan schrieb er The Rights of the People, wofür beide mit dem Christopher Award ausgezeichnet wurden. Ein Guggenheim-Stipendium erhielt er 1978 in der Kategorie Non-Fiction.
Am 6. März 2002 starb Goodman im Alter von 72 Jahren in seinem an Nierenversagen.

## Werke
- Clowns of Commerce (1957)
- All Honorable Men (1963)
- The Committee: The Extraordinary Career of the House Committee on Un-American Activities (1968)
- Black Bondage: The Life of Slaves in the South (1969)
- Percentage of the Take (1971)
- Rights of the People: The Major Decisions of the Warren Court (1971)
- Memoirs of a Scam Man: The Life and Deals of Patsy Anthony Lepera (1974)
- Family: Yesterday, Today, Tomorrow (1975)